# Annecy
Annecy là tỉnh lỵ của tỉnh Haute-Savoie, thuộc vùng Auvergne-Rhône-Alpes của nước Pháp, có dân số là 50.254 người (thời điểm 2009). Nó nằm ở đỉnh phía bắc của hồ Annecy, 35 kilômét (22 mi) phía nam của Geneva.

## Dân số
Biệt danh là "Hòn ngọc của vùng Alps ở Pháp" trong chuyên khảo Raoul Blanchard mô tả vị trí của nó giữa hồ và núi, thành phố kiểm soát lối vào đèo hồ phía Bắc. Do thiếu đất, dân số cư dân của nó không tăng, với 52,029 cư dân sống trong phạm vi thành phố vào năm 2013. Tuy nhiên, khu vực đô thị của nó, với 221.000 dân, là vào vị trí thứ 5 trong vùng.

## Lịch sử
Chuyển đổi từ công quốc Geneva ở trong thế kỷ 13, sang Công quốc Savoy vào thế kỷ 14, thành phố trở thành thủ phủ của vùng Savoy năm 1434. Vai trò của nó gia tăng trong năm 1536, trong quá trình Cải cách Calvin của Geneva, khi các giám mục tới tị nạn tại Annecy. Thánh Francis de Sales giao Annecy vai trò là thành trì tiên tiến của Công giáo phản Cải cách. Việc sáp nhập của Savoy làm nó trở thành một thành phố của Pháp vào năm 1860.

## Những người con của thành phố
- Louis Lachenal, người leo núi
- Iwan Wassiljewitsch Obreimow, nhà vật lý học, chuyên gia về vật lý chất rắn
- Vincent Vittoz, vận động viên trượt tuyết (ski)
- Cécile Vogt, nhà nữ nghiên cứu về não
- Franz của Sales, Giám mục